# Songs and Other Things
Songs and Other Things – ósmy album Toma Verlaine’a wydany w 2006 przez wytwórnię Thrill Jockey. Nagrań dokonano w Nowym Jorku.

## Lista utworów
1. „A Parade in Littleton” (T. Verlaine) – 3:37
2. „Heavenly Charm” (T. Verlaine) – 2:26
3. „Orbit” (T. Verlaine) – 4:37
4. „Blue Light” (T. Verlaine) – 2:29
5. „From Her Fingers” (T. Verlaine) – 3:22
6. „Nice Actress” (T. Verlaine) – 3:14
7. „A Stroll” (T. Verlaine) – 3:22
8. „The Earth Is in the Sky” (T. Verlaine) – 3:45
9. „Lovebird Asylum Seeker” (T. Verlaine) – 3:23
10. „Documentary” (T. Verlaine) – 4:16
11. „Shingaling” (T. Verlaine) – 4:16
12. „All Weirded Out” (T. Verlaine) – 4:26
13. „The Day on You” (T. Verlaine) – 5:13
14. „Peace Piece” (T. Verlaine) – 2:37

## Skład
- Tom Verlaine – śpiew, gitara
- Patrick A. Derivaz – gitara basowa (2-5, 7-9)
- Fred Smith – gitara basowa (1)
- Tony Shanahan – gitara basowa (12)
- Louie Appel – perkusja (2-9)
- Graham Hawthorne – perkusja (10, 11, 13)
- Jay Dee Daugherty – perkusja (1, 12)
- Jimmy Rip – gitara (12)